# Järnet
Järnet är ett musikalbum från 1977 med den svenska rockgruppen Norrbottens Järn.
Albumet är inspelat i Gäddvik utanför Luleå med Nacksvings mobila studio i november 1976. Tekniker var Johannes Leyman. Skivnumret är Manifest MAN 008.

## Låtlista

### Sida A
1. Gamarna (text: Kim Lantz, musik: Bo Sundberg, 3:44)
2. Dollarcalypso (text: Ted Ström, musik: Morey Amsterdam, Jeri Sullavan, Paul Baron, Ted Ström, 2:48)
3. En konsumyogis bekännelser (text: Ted Ström, musik: NJ, 2:26)
4. Låt i framstegstakt (Ted Ström, 1:51)
5. I ett champagneglas (Björn Sjöö, 4:00)
6. Åkebylåten (Anders Edwall, 1:28)

### Sida B
1. Onda tider (Lennart Lidström, 4:49)
2. Flidde II (Bosse Sundberg, 2:58)
3. Till den svenska ungdomen (Ted Ström, 2:15)
4. Farfars väst (Bosse Sundberg, 2:16)
5. Chile (Björn Sjöö, 2:28)
6. Vaggvisa (text: Björne Åslund, musik: NJ, 5:50)

## Medverkande
- Dick Ask – trummor, congas
- Anders Edwall – piano, sång, orgel
- Ulf "Flu" Jonsson – bas, dragspel, sång
- Hans Rinander – sax
- Maria Rosén – sång
- Bo Sundberg – gitarr, sång
- Hasse Sandin (från Norrlåtar) – fiol på "En konsumyogis bekännelser"